# Филарет Киевски
Филарет (светско име: Михайло Антонович Денисенко; (23 януари 1929, Благодатне (Амвросивски район), Донецка област, Украйна);— украински православен церковен деец, архиерей. Патриарх на Украинската православна църква Киевска патриаршия (УПЦ КП) през 1995—2018 г., Патриарх Киевски и на цяла Рус-Украйна, от 15 декември 2018 г. носи титлата «почетен патриарх» на Православна църква на Украйна. Герой на Украйна от 2019 г. Възпитаник на Московската духовна академия на Руската православна църква.
През 1950 година приема монашество. Епископ Лужский (1962), Виенски и Австрийски (1962–1964), Дмитровски (1964–1966); митрополит Киевски и Галицки, екзарх на Украйна на Руската православна църква (1966–1990). След смъртта на московския патриарх Пимен през 1990 година става местоблюстител на московския патриарши престол. Той е един от кандидатите за нов патриарх, но изгубва изборите. Инициира преименуването на Украинския екзархат на РПЦ на Украинска православна църква на Московския патриархат (УПЦ МП), и остава неин митрополит (1990—1992). След като Украйна придобива независимостта си през 1991 той се застъпва за възстановяването и на украинската църковна независимост и за предоставянето на автокефалия на Православната църква на Украйна. Успява да получи от РПЦ право на независимост и самостоятелност в управлението и право на широка автономия за УПЦ МП, което не е идентично с каноничния статут на автономия, каквито имат например Православната църква на Финландия или Япония.
През 1992 в нарушение на каноните на Православната църква част от епископата го отстранява от предстоятелството на Харкивския събор. По време на събора московският патриарх Алексей Ридигер успява да прокара създаването на нова религиозна организация - РПЦ в Украйна - и отстраняването на митрополит Филарет Киевски от предстоятелството в Украинската православна църква.
След това митрополит Филарет, заедно с каноничните епископи на УПЦ - епископ Почаевски Яков Панчук и епископ Лвивски Андрий Горак - създават йерархията на УПЦ Киевска патриаршия, която става каноничната основа за създаването на диптихиалната Православна църква на Украйна.
Московската патриаршия му налага анатема през 1997 година. Но патриарх Филарет счита, че е анатемосан по политически причини, но анатемата не може да се налага за политически намерения. «Анатема се налага за єрес, за схизма, за отклонение от моралните учения на християнството или за грубо нарушаване на каноните. Но аз не съм правил нищо подобно. Следователно към мен от тази страна няма претенции». На 11 октомври 2018 година на синода на Вселенската патриаршия е разгледана жалбата на Филарет и анатемата му, наложена от РПЦ, единодушно е обявена за недействителна, и наложена по политически причини..
Бил е заместник на киевския патриарх Володимир (Киевски) през (1992—1995), съхранявайки титлата си Митрополит Киевски, а след смъртта на Володимир (Романюк) е интронизиран като предстоятел на УПЦ КП.